# De Havilland DH.18
Le de Havilland DH.18 était un avion de transport biplan britannique monomoteur des années 1920 construit par de Havilland.

## Design et développement
Le DH.18 a été conçu et construit en 1919 par Airco comme leur premier avion spécifiquement pour le travail commercial, les avions antérieurs tels que le Airco DH.16 (en) étant des types militaires modifiés. Le DH.18 était un biplan monomoteur, propulsé par un moteur Napier Lion avec des ailes en bois à deux baies et à contreventement métallique et un fuselage avant recouvert de contreplaqué. Il accueillit huit passagers dans une cabine fermée avec le pilote dans un cockpit ouvert derrière la cabine. Le premier prototype a volé au début de 1920.

## Historique opérationnel

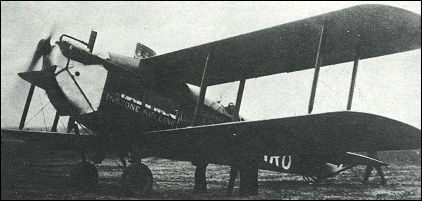
Un de havilland DH-18 d'Instone Air Line

Le premier DH.18 a été livré à Aircraft Transport and Travel (en) pour être utilisé sur le service Croydon-Paris, mais s'est écrasé lors d'un atterrissage forcé peu après le décollage de Croydon, le 16 août 1920,. Deux autres avions étaient en construction par Airco pour Aircraft Transport and Travel lorsque Airco en faillite a été achetée par BSA, qui ne souhaitait pas poursuivre le développement ou la production d'avions. Geoffrey de Havilland, le concepteur en chef d'Airco, a ensuite créé la de de Havilland Aircraft Company, complétant les deux avions partiellement achevés sous le nom de DH.18A, avec des supports de moteur et des trains d'atterrissage améliorés.
Aircraft Transport and Travel a fermé ses portes au début de 1921, en raison de la concurrence des compagnies aériennes françaises subventionnées. En mars 1921, le gouvernement britannique a accordé des subventions temporaires pour les services aériens, avec le ministère de l'Air achetant un certain nombre d'avions commerciaux modernes pour les louer à des entreprises agréées. Les trois ex-A.T.&T. Des DH.18 ont été achetés de cette manière et loués à Instone Air Line. Un autre DH.18A a été construit sur ordre du ministère de l'Air, de même que deux DH.18B modifiés, qui avaient des fuselages entièrement recouverts de contreplaqué et des issues de secours intégrées.
Les DH.18 ont été occupés à voler sur les services aériens continentaux pour Instone, accumulant des heures de vol élevées. Un avion, G-EAWO, a été transféré à Daimler Airway pour être exploité sur la route Croydon-Paris jusqu'à ce que les de Havilland DH.34 (en) qu'il avait en commande puissent être livrés. Cependant, le 4 avril 1922, deux jours après que Daimler ait commencé ses opérations avec l'avion, il est entré en collision avec un Farman Goliath au-dessus du nord de la France, à 100 km au nord de Paris, tuant sept personnes, la première collision en vol entre des avions de ligne.
Le DH.18 a été retiré du service commercial en 1923, avec un avion, G-EARO, ayant parcouru 144 834 km (90 000 miles) sans accident. Deux avions ont été utilisés à des fins de tests, l'un ayant fait l'objet d'une expérience du ministère de l'Air sur la durée pendant laquelle un avion pouvait rester à flot après avoir été abandonné, ayant été délibérément atterri sur l'eau au large de Felixstowe le 2 mai 1924, flottant pendant 25 minutes. L'autre avion restant a été utilisé à des fins de test à RAE jusqu'en 1927, date à laquelle il a été mis au rebut.

## Variantes
DH.18
Prototype – immatriculé G-EARI.
DH.18A
Version de production initiale - trains de roulement et supports de moteur modifiés. Trois construits - (G-EARO, G-EAUF, G-EAWO).
DH.18B
Fuselage recouvert de contreplaqué et poids accrus. Deux construits - (G-EAWW et G-EAWX).

## Compagnies opérant un DH.18
Royaume-Uni
- Aircraft Transport and Travel (en)
- Instone Air Line (en)
- Daimler Hire Limited (en)
- Handley Page Transport (en)

## Spécifications (DH.18A)
Données de British Civil Aircraft since 1919, Volume 2
Caractéristiques générales
- Équipage : 1
- Capacité : 8 passagers
- Longueur : 11,9 m (39 ft)
- Envergure : 15,5 m (51 ft)
- Hauteur : 4 m (13 ft)
- Surface alaire : 57,7 m2 (621 ft2)
- Masse à vide : 1 833 kg (4 040 lb)

 Performances 
- Vitesse maximale : 201 km/h (125 mph, 109 kn)
- Vitesse de croisière : 160 km/h (100 mph, 87 kn)
- Distance franchissable : 400 mi (640 km, 350 nmi)
- Plafond : 16 000 ft (4 900 m)
- Vitesse ascensionnelle : 660 ft/min

### Aéronefs de rôle, de configuration et d'époque comparables
- B.A.T. F.K.26
- Martinsyde F6 « Buzzard »

### Listes associées
- Liste d'accidents aériens